# 満月小経
『満月小経』（まんげつしょうきょう、巴: Cūḷapuṇṇama-sutta, チューラプンナマ・スッタ）とは、パーリ仏典経蔵中部に収録されている第110経。『小満月経』（しょうまんげつきょう）とも。
釈迦が、比丘たちに愚者と賢者にまつわる仏法を説いていく。

## 構成

### 登場人物
- 釈迦

### 場面設定
ある満月の晩、釈迦はサーヴァッティー（舎衛城）のミガーラマーター講堂に滞在していた。
釈迦は比丘たちに、愚者の八つの徴と、賢者の八つの徴、そして賢者は死んでも善趣に生まれ変わり賢明であることを説く。
比丘たちは歓喜する。

## 日本語訳
- 『南伝大蔵経・経蔵・中部経典3』（第11巻上） 大蔵出版
- 『パーリ仏典 中部（マッジマニカーヤ）後分五十経篇I』 片山一良訳 大蔵出版
- 『原始仏典 中部経典4』（第7巻） 中村元監修 春秋社